# Glympis rectalis
Glympis rectalis là một loài bướm đêm trong họ Erebidae.